# Zwartewaterland
Zwartewaterland (neerlandeză pentru Țara apei negre) este o comună în provincia Overijssel, Țările de Jos. 

## Localități componente
Genemuiden,Hasselt, Zwartsluis, Kamperzeedijk.